# Epidesma obsoleta
Epidesma obsoleta là một loài bướm đêm thuộc phân họ Arctiinae, họ Erebidae.